# Fakulta veterinárního lékařství Veterinární univerzity Brno
Fakulta veterinárního lékařství (FVL) Veterinární univerzity Brno je jednou ze dvou fakult této vysoké školy. Pokračuje v tradici Vysoké školy zvěrolékařské, která vznikla v roce 1918. Je to jediná fakulta, na které lze studovat veterinární lékařství v České republice. Fakulta veterinárního lékařství uskutečňuje univerzitní vzdělávání, výzkum i odbornou činnost zaměřenou zejména na klinickou veterinární medicínu. Fakulta se organizačně člení na děkanát, sekce s jednotlivými klinikami a ústavy a účelové zařízení fakulty.
Původní Vysoká škola zvěrolékařská byla roku 1952 zrušena a přičleněna k Vysoké škole zemědělské jako její Veterinární fakulta, která existovala až do roku 1969. Tehdy se Vysoká škola veterinární opět osamostatnila. Současná Fakulta veterinárního lékařství byla zřízena v roce 1991.

## Organizační struktura

### Děkanát fakulty
Děkanát fakulty představuje administrativní a správní zázemí celé fakulty. Sídlí v budově Studijního a informačního centra.

### Sekce morfologie a fyziologie
- Ústav anatomie, histologie a embryologie

Pedagogická činnost je zaměřena na výuku znalostí o vývoji, stavbě a struktuře tkání a orgánů se zřetelem na aplikaci těchto poznatků v klinické praxi, demonstrace spektra metodik užívaných při zpracování materiálu, včetně metod elektronové mikroskopie a metod histochemických a imunohistochemických s důrazem na význam v diagnostice.
Vědeckovýzkumná činnost je realizována jako aktivita interdisciplinární ve spolupráci s odborníky z různých oblastí. V této souvislosti je rozvíjena spolupráce s domácími i zahraničními pracovišti včetně účasti na organizaci odborných seminářů a konferencí. V souladu s výzkumnými aktivitami se jako prioritní jeví užší kooperace především v rámci sekce Morfologie a fyziologie, ale i se sesterskými morfologickými ústavy LF, ústavy AV ČR a morfologickými instituty zahraničních univerzit.
Tvůrčí činnost je směřována do oblastí ontogenetického, odontologického, osteologického a aplikovaného výzkumu.
- Ústav fyziologieMikroskopie

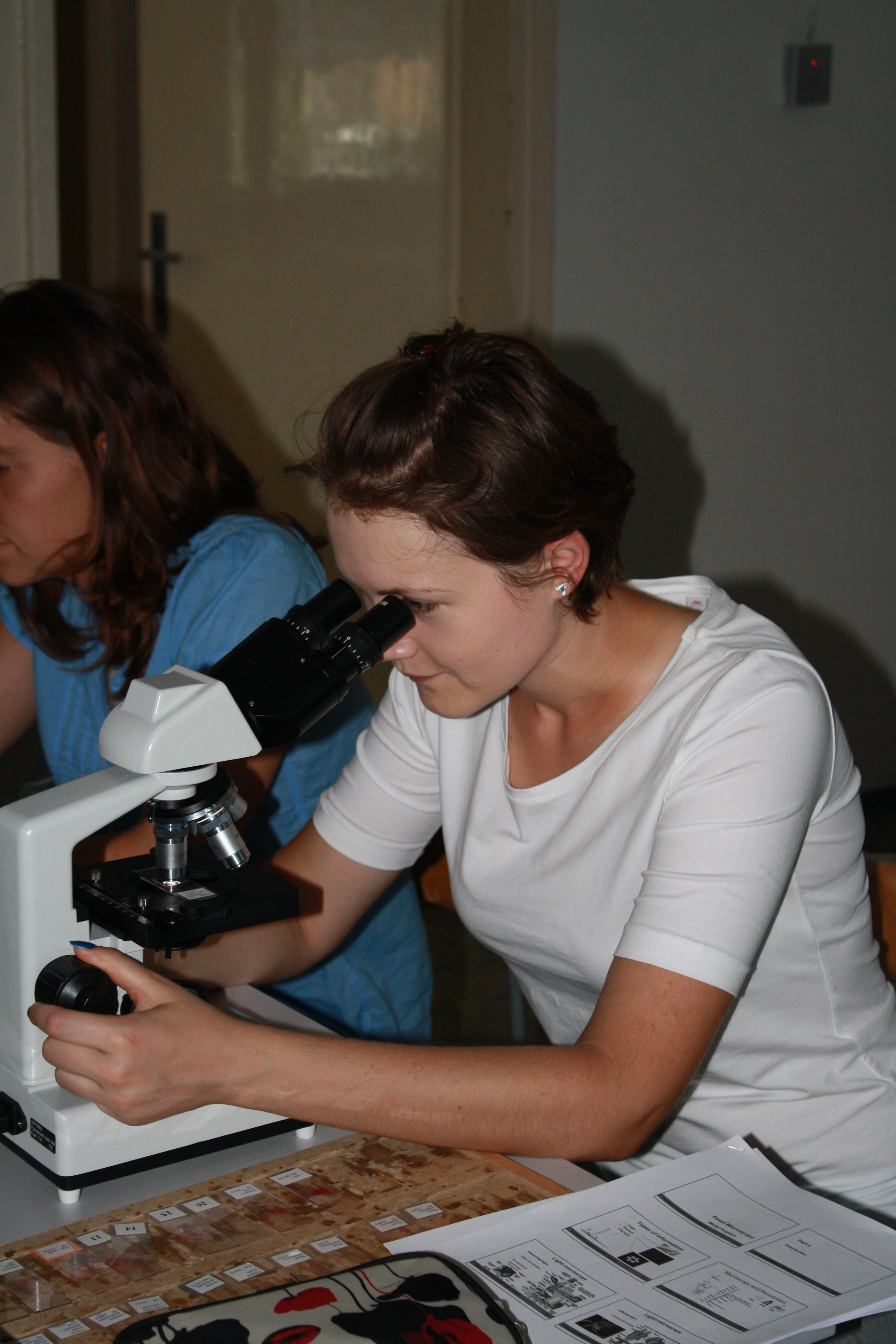
Mikroskopie

Ústav fyziologie zajišťuje výuku fyziologie a patologické fyziologie. Důraz je položen na praktickou, respektive seminární výuku.
Vědeckovýzkumná činnost je realizována jako aktivita interdisciplinární ve spolupráci s odborníky z různých institucí. Hlavní segmenty této činnosti jsou fyziologické aspekty mezibuněčných komunikací, neuroimunoendokrinní modulace fyziologických systémů, mechanismy sanogeneze nekrotických okrsků vysokodiferencovaných tkání s nízkým reparačním potenciálem na králičím a potkaním modelu ischemického poškození míchy a teplotního poškození kůry mozkové a potkaním modelu septického šoku.
- Ústav farmakologie a farmacie

Zaměstnanci Ústavu farmakologie a farmacie zajišťují výuku oboru Veterinární farmakologie v magisterském studijním programu. Dále tento Ústav zajišťuje výuku v anglickém jazyce. Jedná se o anglický studijní program.
Vědeckovýzkumná činnost je realizována jako aktivita interdisciplinární ve spolupráci s odborníky z různých institucí. Hlavní segmenty této činnosti se zabývají demonstrací účinků léčiv, ověřování účinků léčiv, ověřování nových aplikačních forem léčiv u zvířat, sledování rezistence parazitů. Ústav současně připomínkuje novou legislativu v oblasti veterinárních léčiv.

### Sekce patobiologie
- Ústav patologické morfologie a parazitologie

Výuka patologické morfologie probíhá střídavě na pitevně a v histopatologických cvičebnách. Účelem praktické výuky je zvládnout pitevní techniky, odlišit normální stav tkání a orgánů od chorobných změn, včetně jejich pojmenování a záznamu. Výuka je koncipována tak, aby vedla studujícího k vytváření celoživotního biologicko-medicínského myšlení.
Medicínsko-výzkumné zaměření ústavu se zabývá léčbou osteochondrálních defektů u miniaturních prasat, vlivem EDC na tkáně ryb, výzkumem myopatií u koní, kožními nádory u psů. Veterinární činnost ústavu se koncentruje do diagnostické činnosti pro externí spolupracovníky a instituce.
Ústav parazitologie je v současné době samostatným subjektem začleněným do sekce patobiologie. Tradičně rozvíjí parazitologickou problematiku s ohledem na zdraví zvířat i člověka a drží krok s aktuálními mezinárodními vědeckými a pedagogickými trendy.
Zajišťuje kompletní parazitologické vyšetření trusu, kožního seškrabu a srsti, krevních nátěrů a detekci mikrofilárií v krvi. Provádí rodové a druhové určení parazitů ve vzorcích ze zevního prostředí a v tkáních.
- Ústav genetiky

Ústav zajišťuje výuku předmětů klinická genetika, speciální genetika, genetika pro farmaceuty a oboru chov a genetika zvířat. Ústav je dále školícím pracovištěm pro zpracování diplomových prací a DSP Přírodovědecké fakulty MU v Brně. Učitelé ústavu se podílejí na výuce specializovaných témat v jiných disciplínách.
Výzkum je zaměřen na problematiku genetických aspektů zdravotního stavu zvířat, s důrazem zejména na genetiku rezistence k onemocněním. V současné době jsou nosným tématem mechanismy genetické rezistence k infekčním onemocněním koní a dalších druhů s využitím genomických přístupů. Jedna část činnosti ústavu je zaměřena na problematiku prionových chorob - scrapie u ovcí.
Na ústavu je ve spolupráci s SVÚ Jihlava zajišťována genotypizace vnímavosti ovcí ke scrapii pro speciální účely vyžádané cestou SVÚ Jihlava.
- Ústav infekčních chorob a mikrobiologie

Pedagogika v oblasti infekčních chorob je zaměřena na výuku a studium vybraných infekčních chorob zvířat. Výuka připravuje absolventa na rozpoznání zvířecích nákaz, na způsoby jejich tlumení a organizaci účinného systému prevence. Pedagogická činnost v oblasti mikrobiologie se soustřeďuje na výuku v oborech mikrobiologie a imunologie. Jednotlivé disciplíny se vyučují v posloupnosti od obecného základu ke klinické aplikaci.
V rámci vědeckovýzkumné činnosti se pracovníci ústavu věnují především studiu infekčních chorob zvířat přenosných i na lidi - influenza, mykoplazmózy, mykobakteriózy, leptospirózy a tularémie. V oblasti mikrobiologie se pak zabývají původci bakteriálních a virových infekcí zvířat. Pozornost se soustřeďuje na studium vlastností zahrnujících faktory virulence, molekulární epidemiologické markery a výskyt antibiotické rezistence.
Vlastní klinický provoz ústav nezabezpečuje. Studenti získávají informace přímo v terénu v rámci blokové výuky.

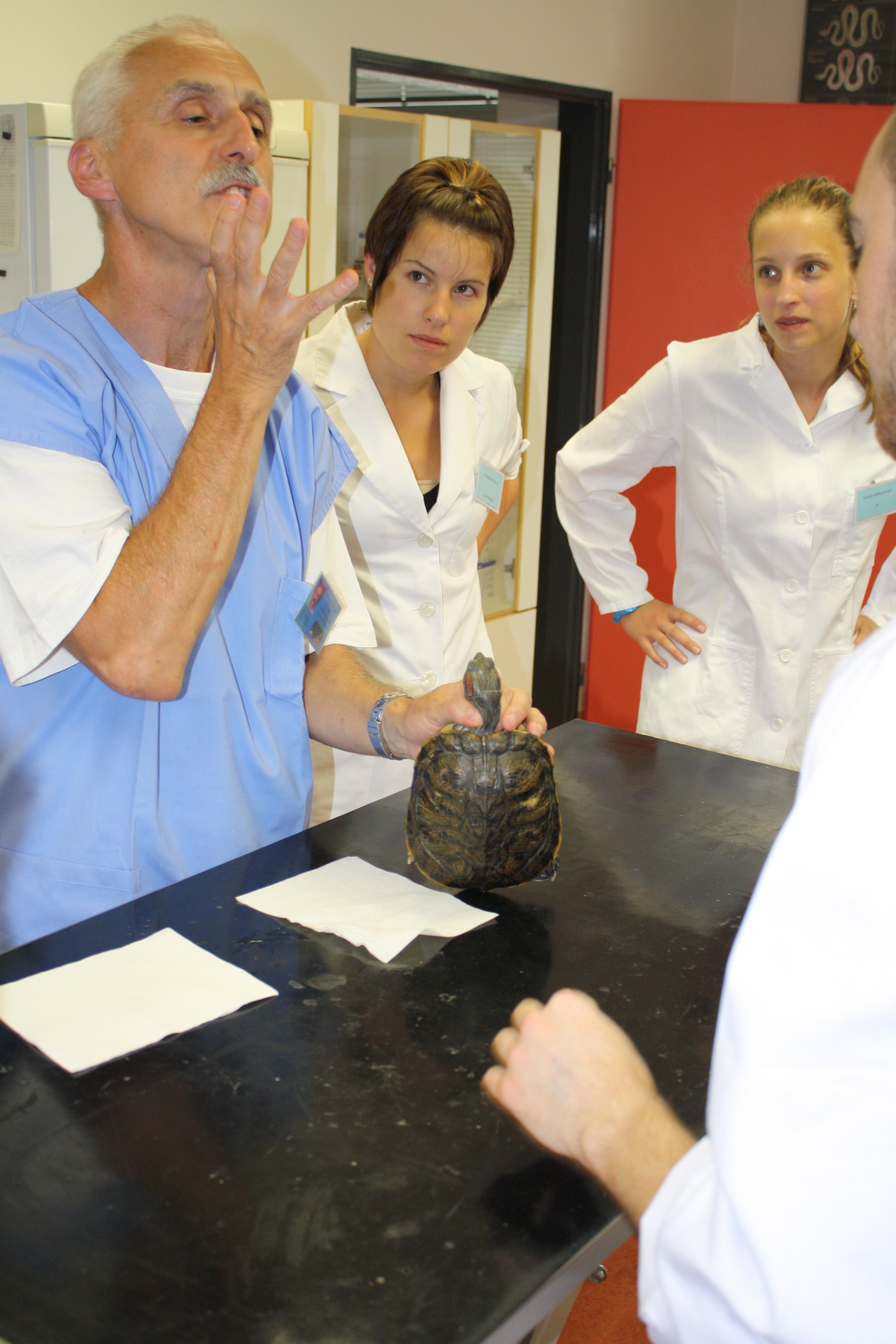
Studenti FVL si osvoji znalosti i v oblasti exotické medicíny

### Sekce chorob malých zvířat
- Klinika chorob psů a koček

Výuka na klinice se soustředí do výuky několika předmětů. Obecná chirurgie a anesteziologie se zaměřuje na anesteziologii zvířat, akutní medicínu a základní chirurgické principy a techniky, zejména techniky obvazové, suturu a chirurgie rány. Zobrazovací diagnostika se věnuje radiologii a ultrasonografii malých i velkých zvířat. Chirurgie a ortopedie malých zvířat se zabývá chirurgií měkkých tkání, stomatologií a ortopedií. Mezi další předměty vyučované na klinice patří vnitřní nemoci malých zvířat a choroby psů a koček. Ve spolupráci s dalšími pracovišti se podílí na výuce farmakologie, klinice parazitologie psů a koček, porodnictví a gynekologie.
Vědecká a výzkumná činnost na klinice se soustředila a soustředí na nejrůznější oblasti chorob psů a koček. Týkala se vnějších a vnitřních faktorů na zdraví, užitkovost a výkonnost zvířat, zabývala se onemocněním ledvin, onemocněními přenášenými členovci či zevními parazity. Současně na klinice dochází k řešení projektů týkajících se nových trendů v ortopedii a léčbě nemocí pohybového aparátu.
Veterinární činnost představuje velmi významnou náplň kliniky. Souvisí jednak s výukou klinických disciplín, ale i s péčí o pacienty z celé České republiky a ve vybraných specializacích a úkonech i ze zemí sousedních.
- Klinika chorob ptáků, plazů a drobných savců

Klinika zajišťuje výuku v magisterském studijním programu. Garantuje výuku předmětů choroby drůbeže a ptactva, společně s klinikou chorob psů a koček se podílí na výuce předmětu choroby malých zvířat a vnitřní nemoci malých zvířat. Současně zajišťuje výuku několika povinně volitelných disciplín.
Výzkumná činnost je zaměřena především na aktuální otázky klinického výzkumu u plazů, ptáků a drobných savců a je směřována dvěma základními směry. Především je to výzkum orientovaný na problematiku klinických metodik u exotických zvířat. Druhou oblastí výzkumné činnosti kliniky je široká problematika nemocí drůbeže. U drůbeže a ptactva je pozornost především věnována diagnostice závažných infekčních chorob.
Klinika se specializuje na zdravotní problematiku plazů (obojživelníků), ptáků, drůbeže a drobných savců: komplexní veterinární péči – léčbu neinfekčních i infekčních chorob, chirurgické zákroky, operativní zákroky v inhalační anestézii i léčbu reprodukčních poruch. Pracoviště disponuje ambulantním provozem a hospitalizačním oddělením, vybaveným pro potřeby jednotlivých kategorií pacientů.
- Klinická laboratoř pro malá zvířata

Klinická laboratoř pro malá zvířata je pracovištěm, jehož úkolem je stanovení diagnózy, sledování průběhu onemocnění a kontrola účinnosti terapie na základě laboratorních testů. Laboratoř zajišťuje biochemické analýzy, hematologická a cytologická vyšetření biologických materiálů u savců, ptáků i plazů. Předmětem laboratorního vyšetření mohou být krev a její deriváty, moč nebo punktáty.

### Sekce chorob velkých zvířat
- Klinika chorob koní Výuka v oblasti fyziologie sportovních koní

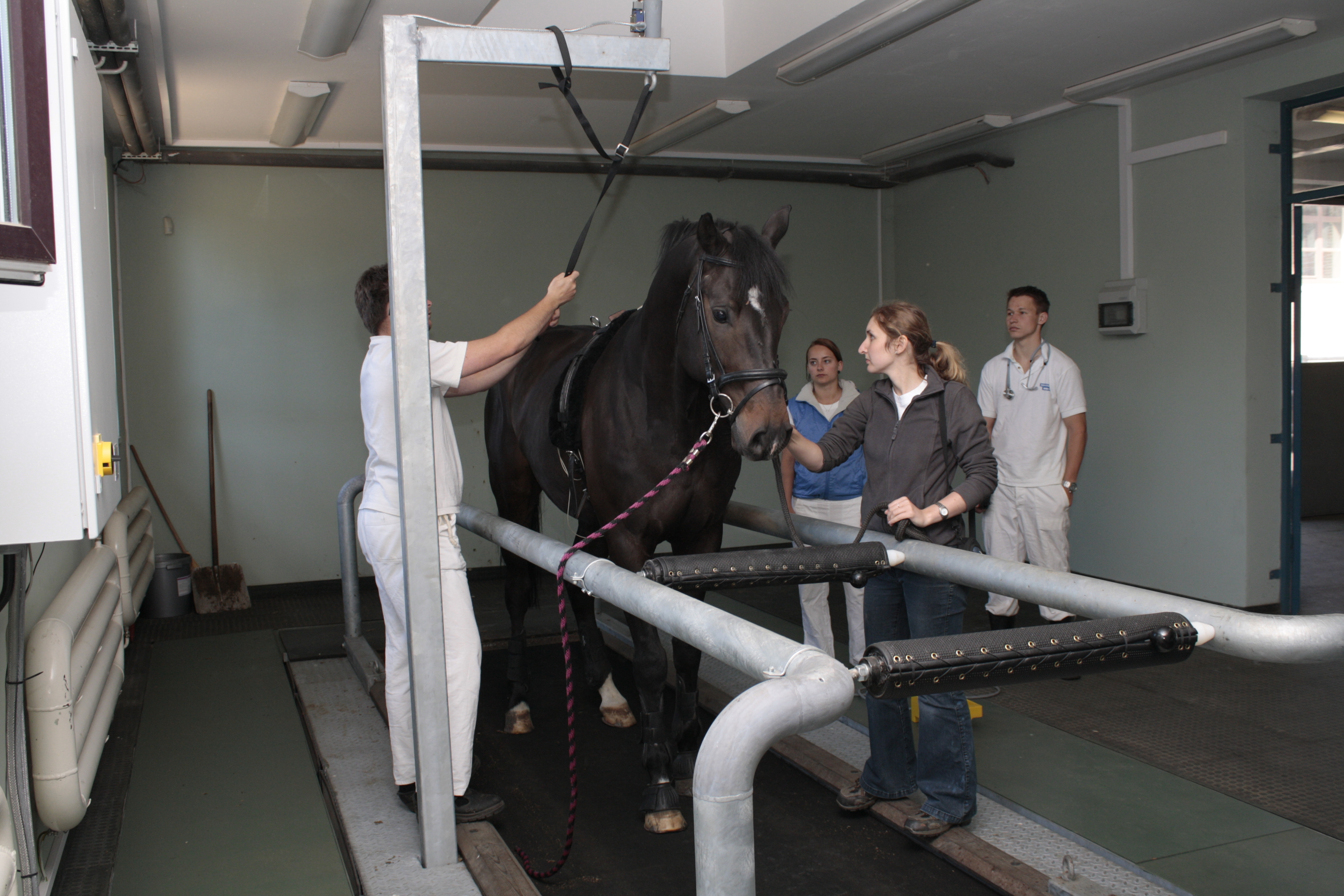
Výuka v oblasti fyziologie sportovních koní

Na pedagogickém úseku zajišťuje Klinika chorob koní výuku předmětů týkající se oblastí nemocí a chorob koní, chirurgie a ortopedie velkých zvířat, ale také klinické fyziologie sportovních koní či porodnictví a gynekologie.
Hlavní výzkumnou oblastí jsou mechanismy vzniku zátěžových intolerancí a jejich vliv na výkonnost sportovních a dostihových koní. Současně se zabývá užitkovostí a výkonností hospodářských zvířat. Dále jsou studovány například systémové a lokální následky poruch metabolismu kyslíku a deficience mikroprvků u koní při nejzávažnějších onemocněních trávicího a pohybového aparátu.
Struktura pracoviště je tvořena třemi klinickými odděleními a to Oddělením interním, Oddělením chirurgicko-ortopedickým a Oddělením reprodukce koní. Klinika je vybavena dispečinkem, 3 operačními sály, 5 vyšetřovacími sály, podkovárnou, předváděcí halou a 50 ustájovacími boxy, z nichž 8 boxů je zařízeno pro intenzivní péči o pacienta. Předpoklady jsou i pro další specializované diagnostické a terapeutické jednotky jako je jednotka intenzivní péče, jednotka zobrazovací diagnostiky a endoskopie.
- Klinika chorob přežvýkavců a prasat

Klinika chorob přežvýkavců zabezpečuje výuku disciplín vnitřní nemoci přežvýkavců v oborech choroby přežvýkavců, veterinární reprodukce, obecná chirurgie a anesteziologie, zobrazovací diagnostika a chirurgie a ortopedie velkých zvířat. Klinika chorob prasat se posluchači připravují na zvládnutí problematiky diagnostiky, terapie a prevence poruch zdravotního stavu jednotlivých kategorií prasat.
Klinika chorob přežvýkavců zaměřuje vědeckou činnost na studium bachorové fermentace a dysfunkcí předžaludků. Zkoumá také poruchy minerálního metabolismu a poruchy energetického metabolismu v interakci s poruchami funkce jater. Z jiných oblastí se věnuje rozvoji metod asistované reprodukce a studiu řízení pohlavního cyklu. Výzkumná činnost kliniky chorob prasat je zaměřena na studium různých způsobů suplementace železa selatům, pozornost je věnována zejména různým formám laktátu železa. Dále jsou studovány poruchy buněčné a humorální imunity selat při anemii z nedostatku železa a vývoj hematologických parametrů u miniprasat s kongenitálním melanomem.
Klinika zajišťuje diagnostickou a terapeutickou péči o hospitalizovaná zvířata a na vyžádání poskytuje tyto služby přímo v zemědělských podnicích. K zajištění péče o pacienty má k dispozici veškeré potřebné vybavení. Klinika zabezpečuje pohotovostní službu pro pacienty 24 hodin. Oddělení laboratorní diagnostiky provádí komplexní klinicko-biochemická a endokrinologická vyšetření u různých druhů zvířat.
- Klinická laboratoř pro velká zvířata

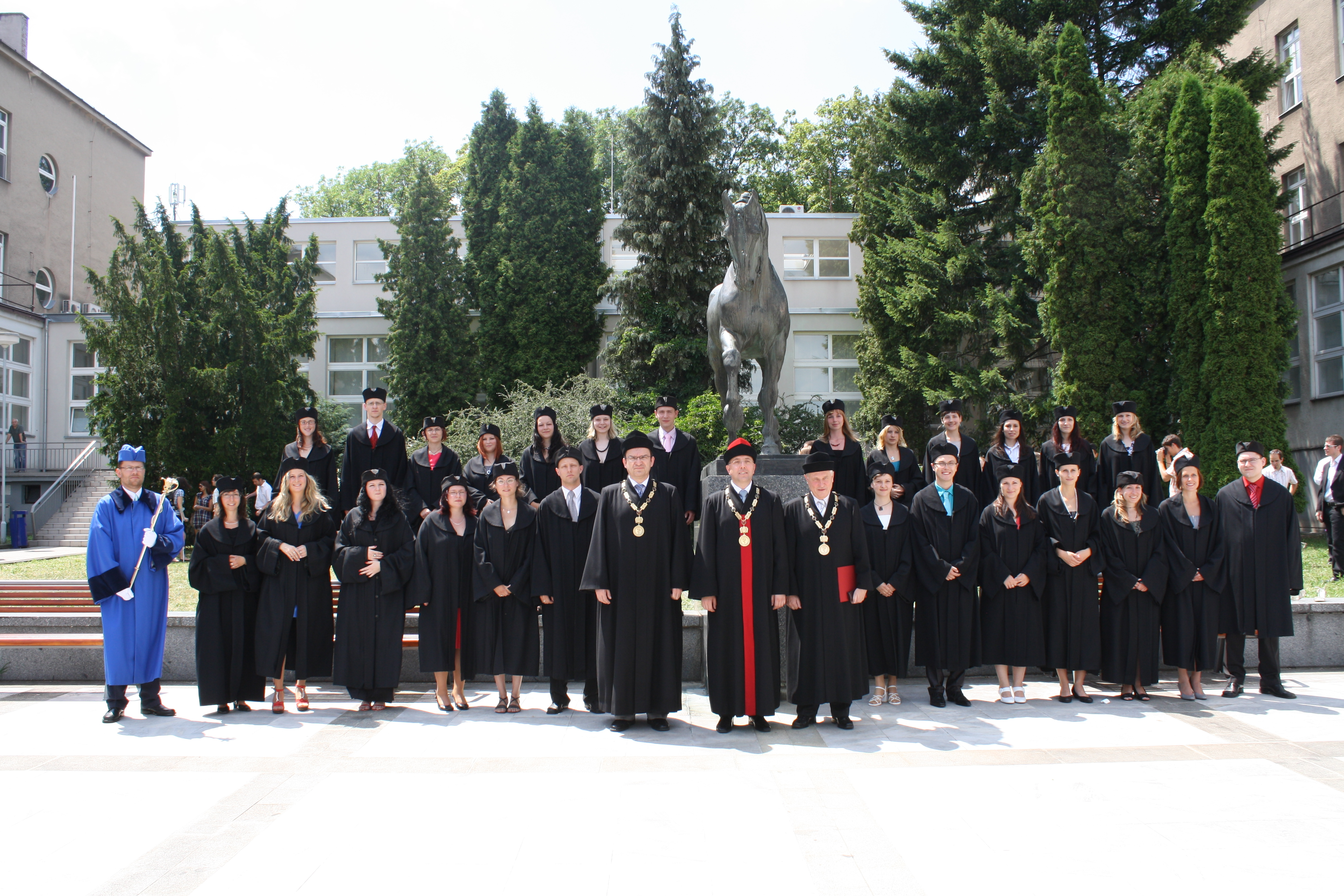
Promoce

Klinická laboratoř pro velká zvířata je pracovištěm, jehož úkolem je stanovení diagnózy, sledování průběhu onemocnění a kontrola účinnosti terapie na základě laboratorních testů.

## Studium
Na Fakultě veterinárního lékařství probíhá výuka v rámci magisterského studijního programu Veterinární lékařství vyučovaného v českém i anglickém jazyce. Forma studia je prezenční. Standardní doba studia je 6 let. Studium zahrnuje předměty skupiny základních oborů, zejména biologii a chemii, skupiny oborů chovu zvířat, zejména výživy zvířat, zootechniky, zoohygieny, ochrany zvířat a welfare, skupiny preklinických oborů, zejména anatomii, histologii a embryologii, fyziologii, patologickou anatomii, patologickou fyziologii, mikrobiologii, imunologii, parazitologii, genetiku, farmakologii, toxikologii a epizootologii, skupinu klinických oborů, zejména choroby psů, koček, koní, skotu a malých přežvýkavců, prasat, drůbeže, ryb, včel a exotických zvířat, infekčních chorob, a forensní (soudní) a veřejnou veterinární medicínu, dále pak skupinu předmětů hygieny potravin a předmětů profesního vzdělávání. Studium zahrnuje celé spektrum veterinární medicíny, je však výrazně orientováno na diagnostiku, terapii a prevenci chorob různých druhů zvířat. Studium je zakončováno státní rigorózní zkouškou, která se skládá z dílčích zkoušek z několika klinických předmětů podle volby studenta a případně odborné práce a dále dílčí zkoušky z nákaz zvířat a legislativy a dílčí zkoušky z hygieny potravin. Absolventům se uděluje titul „doktor veterinární medicíny“ (ve zkratce „MVDr.“ uváděné před jménem).

## Uplatnění absolventů
Absolventi Fakulty veterinárního lékařství tradičně nachází uplatnění zejména v soukromé veterinární praxi. V České republice je soukromá veterinární praxe podnikáním vykonávaným podle zvláštních předpisů, a tím počet míst v praxi není limitován zaměstnatelností v podnicích nebo státní správě, ale poptávkou občanů a podniků po veterinární diagnostické, léčebné a preventivní činnosti, která zejména v malé veterinární praxi (nemoci psů, koček a dalších malých zvířat) je vysoká. Na Fakultě veterinárního lékařství je realizován také doktorský studijní program ve 14 vybraných oborech veterinárního lékařství v českém jazyce a 5 oborů v angličtině. Přijímací zkoušky se skládají formou pohovoru s uchazečem, v němž se ověřují především předpoklady pro vědeckou práci. Standardní doba studia je 4 roky. Studium je zakončováno státní doktorskou zkouškou a obhajobou disertační práce. Absolventům se uděluje akademický titul „doktor“ (ve zkratce „Ph.D.“ uváděné za jménem). Celoživotní vzdělávání se uskutečňuje v rámci studijního programu Univerzity třetího věku v oblasti: Člověk a zvíře, standardní doba vzdělávacího kurzu je 2 roky. Celoživotní vzdělávání se uskutečňuje dále také jako podíl na vzdělávacích kurzech zejména pro praktické veterinární lékaře.